# Historisches Rathaus Lechenich

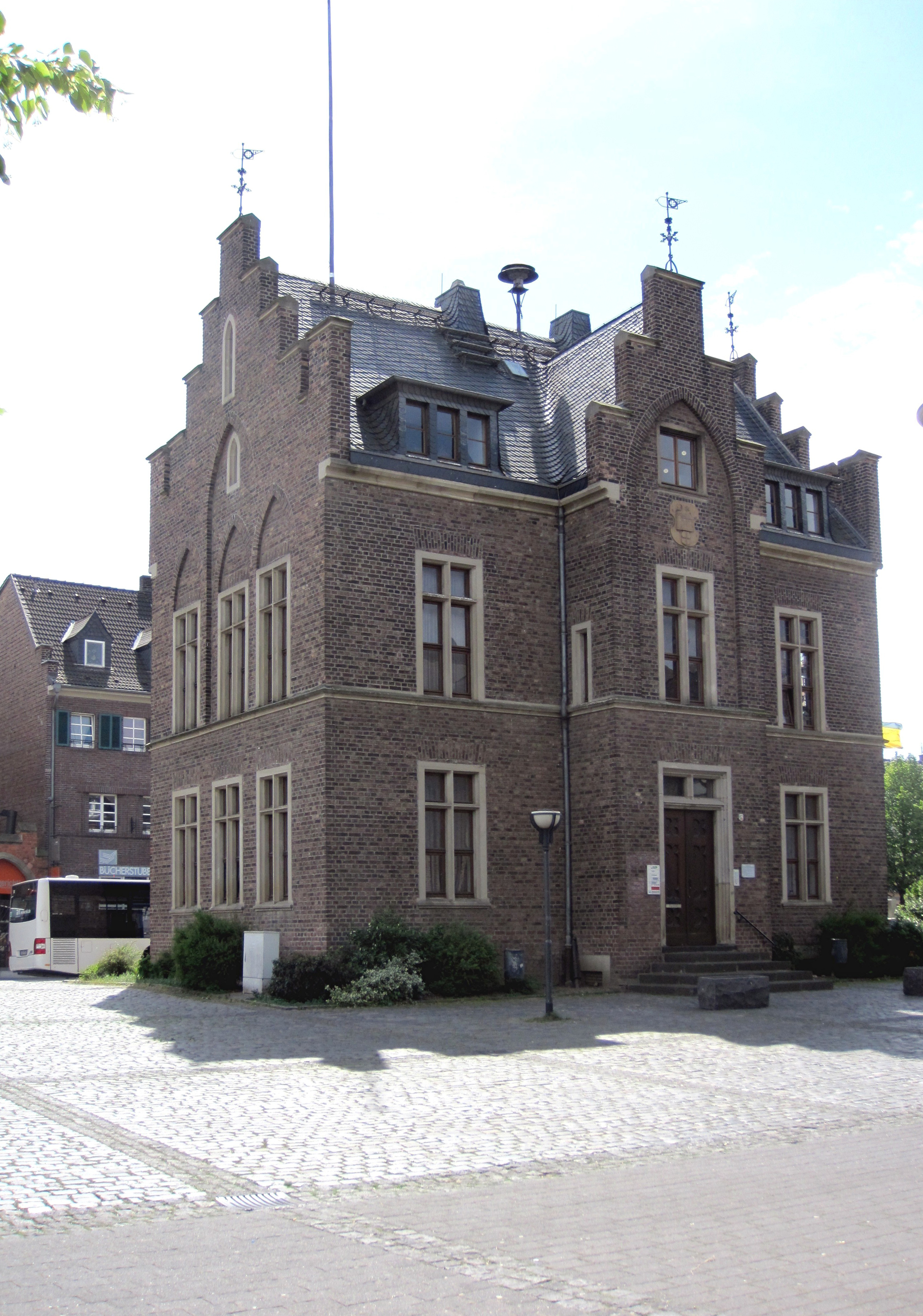
Historisches Rathaus

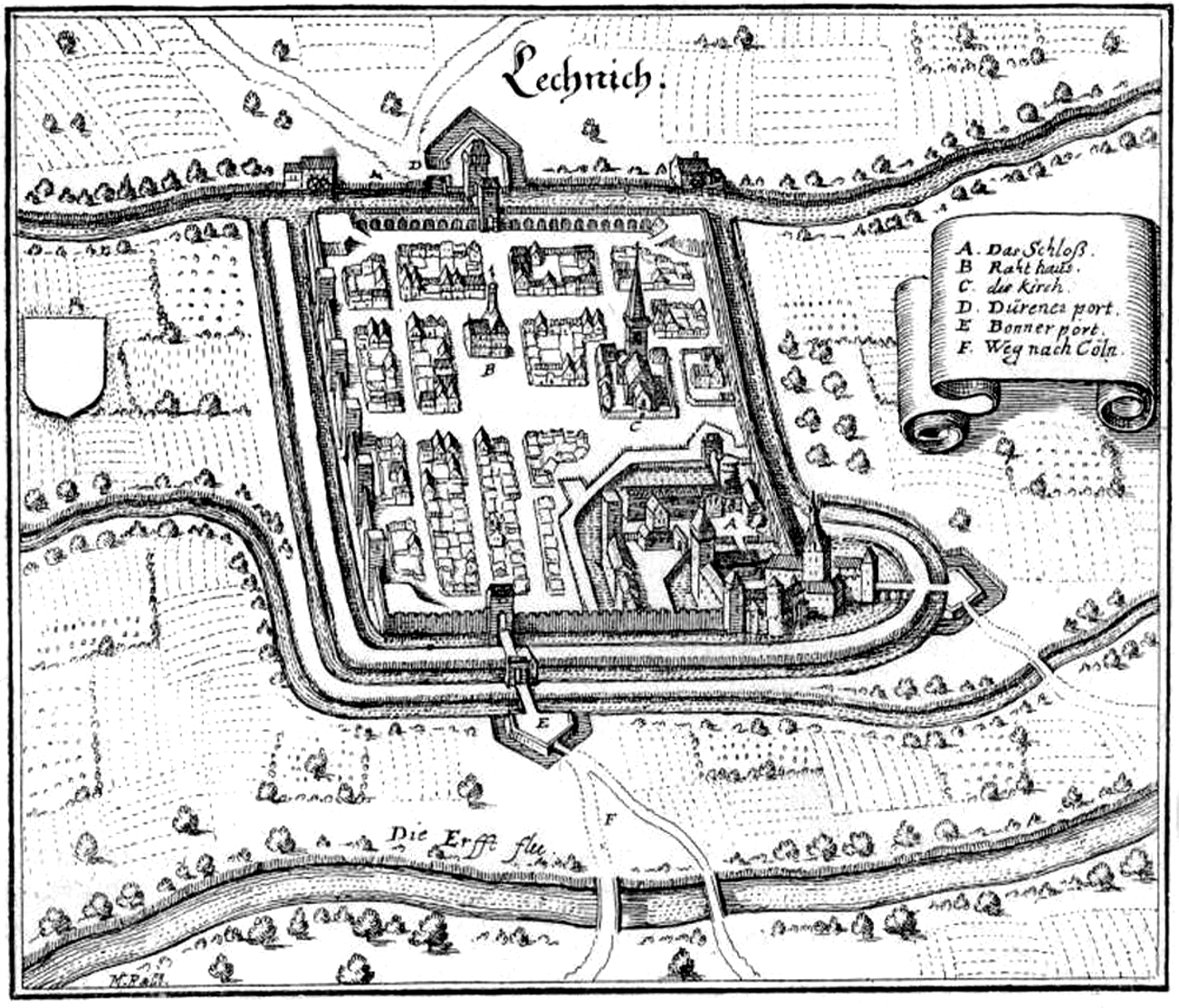
Rathaus in Lechenich nach einer Ansicht von Matthäus Merian 1646

Das als Historisches Rathaus der Stadt Erftstadt bezeichnete Gebäude ist das Rathaus der früheren Stadt Lechenich. Es bestimmt durch seine zentrale Lage auf dem Marktplatz maßgeblich das Bild der Altstadt.
Der im neugotischen Stil errichtete Bau wurde am 10. August 1982 unter Nummer 003 in die Liste der Baudenkmäler in Erftstadt eingetragen und steht somit unter Denkmalschutz.

## Geschichte des Rathauses
Das erste Rathaus von Lechenich wurde wahrscheinlich in der Mitte des 15. Jahrhunderts als Versammlungsort für Bürgermeister und Magistrat errichtet. Belegt ist ein Rathaus, Bürgerhaus genannt, im Jahre 1590 als Zahlstelle für die von den Gewerbetreibenden zu zahlende Akzise und als Tagungsort des Stadtrates, Bis zum Hessenkrieg wurde der Ratssaal für Hochzeitsfeiern vermietet. Zeitweise war eine Gastwirtschaft im Keller, ein Ratskeller, eingerichtet. Andere Räume waren an Kaufleute vermietet.
Auf der Stadtansicht von Matthäus Merian ist das Rathaus als zweigeschossiger Fachwerkbau dargestellt, auf dessen Walmdach sich ein Dachreiter mit einer kleinen Glocke befand. Nach der Belagerung Lechenichs im Jahre 1642, bei der das Rathaus sehr beschädigt wurde, war ein Neubau erforderlich, der dann im Jahre 1681 errichtet wurde. Nach dem Stadtbrand im Jahre 1702 entstand wieder ein neues Rathaus. Mitte des 18. Jahrhunderts war es baufällig geworden, und im Jahre 1752 wurde ein Neubau errichtet, zu dem Clemens August Graf Wolff-Metternich, der Sohn des Lechenicher Amtmanns Franz Arnold Graf Wolff-Metternich, den Grundstein legte.
In der Zeit der französischen Verwaltung war das Rathaus Sitz der Mairie Lechenich und des Friedensgerichts des Kantons Lechenich. In einer Baubeschreibung aus dem Jahre 1833 wurde das zweistöckige Haus als in sehr schlechtem Zustand bezeichnet. Im Untergeschoss waren die Wachstube und zwei Gefängnisräume untergebracht, in einem Raum stand die Brandspritze. Im Obergeschoss lagen zwei Säle für Ratsgeschäfte und für das Friedensgericht. Es war zur Mitte des 19. Jahrhunderts so sehr verfallen und zu klein, dass ein Neubau erforderlich wurde.
1861 beschloss der Rat einen völligen Neubau wieder auf dem Marktplatz, in dem auch wieder das Friedensgericht untergebracht werden sollte. Der spätere Wiener Dombaumeister Friedrich von Schmidt lieferte den Entwurf eines Baus im neugotischen Stil, der vom Kölner Dombaumeister Friedrich Zwirner geringfügig abgeändert wurde. Bei der Wahl des neugotischen Stils war wahrscheinlich das denkmalpflegerischen Motiv der Stileinheit mit den beiden mittelalterlichen Stadttoren ausschlaggebend, allerdings entsprach dies auch der Maßgabe für Rathausneubauten im 19. Jahrhundert, die nach Ansicht des Kunstkritikers und Politikers August Reichensperger aufgrund ihres „Wesens und [ihrer] Bestimmung nach im Mittelalter“ grundsätzlich im neugotischen Stil erfolgen sollten. Dieser Stil, der durch die drei zentralen Gebäude etabliert war, wurde für die nächsten Jahrzehnte Maßstab für weitere Bauprojekte wie etwa das Haus Kretz am Markt gegenüber dem Rathaus und somit stadtbildprägend für Lechenich.
1862 war der heutige Bau fertiggestellt. Als Zeichen der Dankbarkeit gegenüber dem verstorbenen Dombaumeister Zwirner wurde im Treppenhaus gegenüber dem eingemauerten alten Grundstein von 1752 ein Stein mit Inschrift eingemauert. Nach der Fertigstellung des Rathauses dienten die Räume des Obergeschosses der Gemeindeverwaltung, die untere Etage war dem Friedensgericht überlassen, das dort bis 1879 tagte.

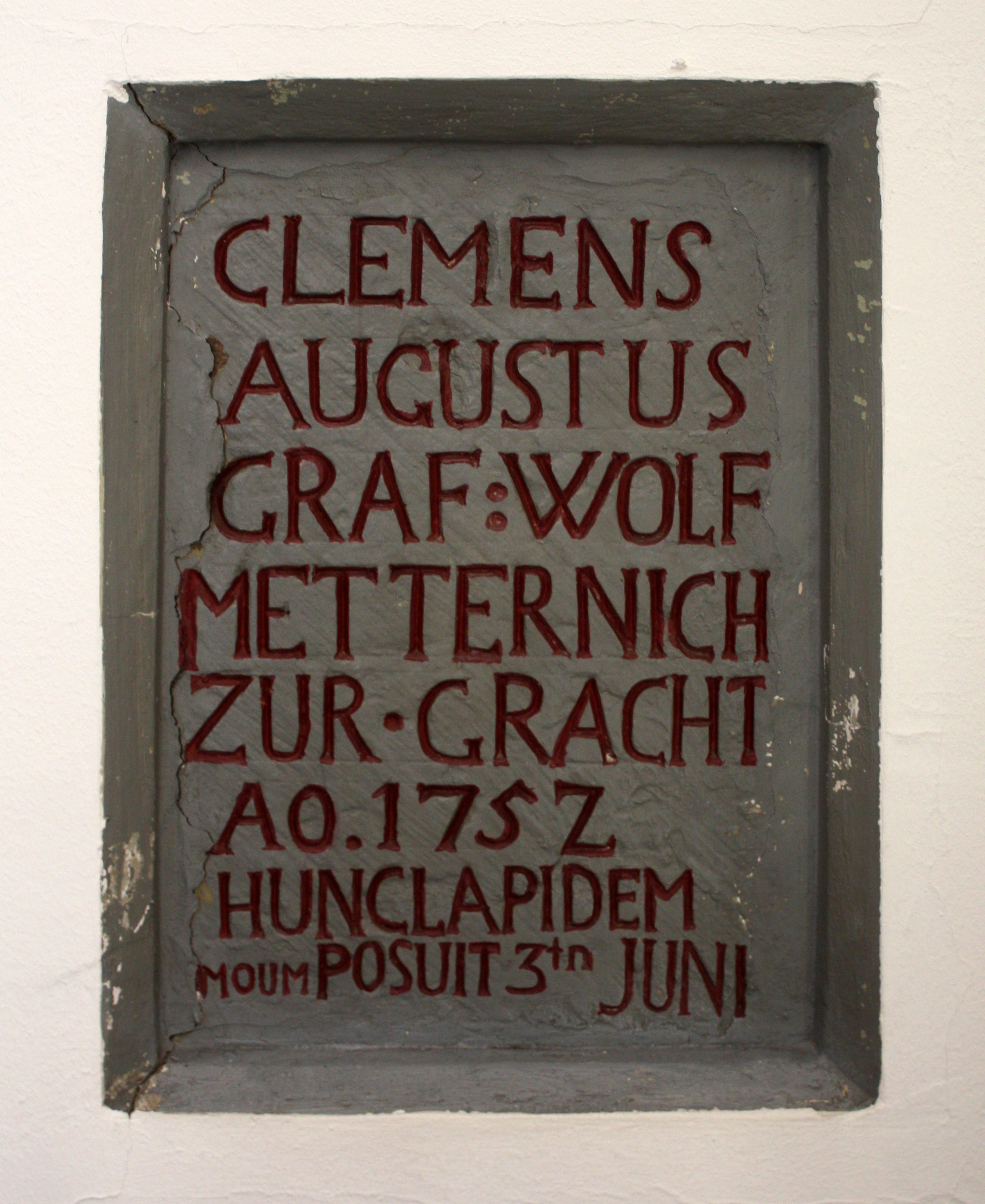
Rathaus Grundstein von 1752
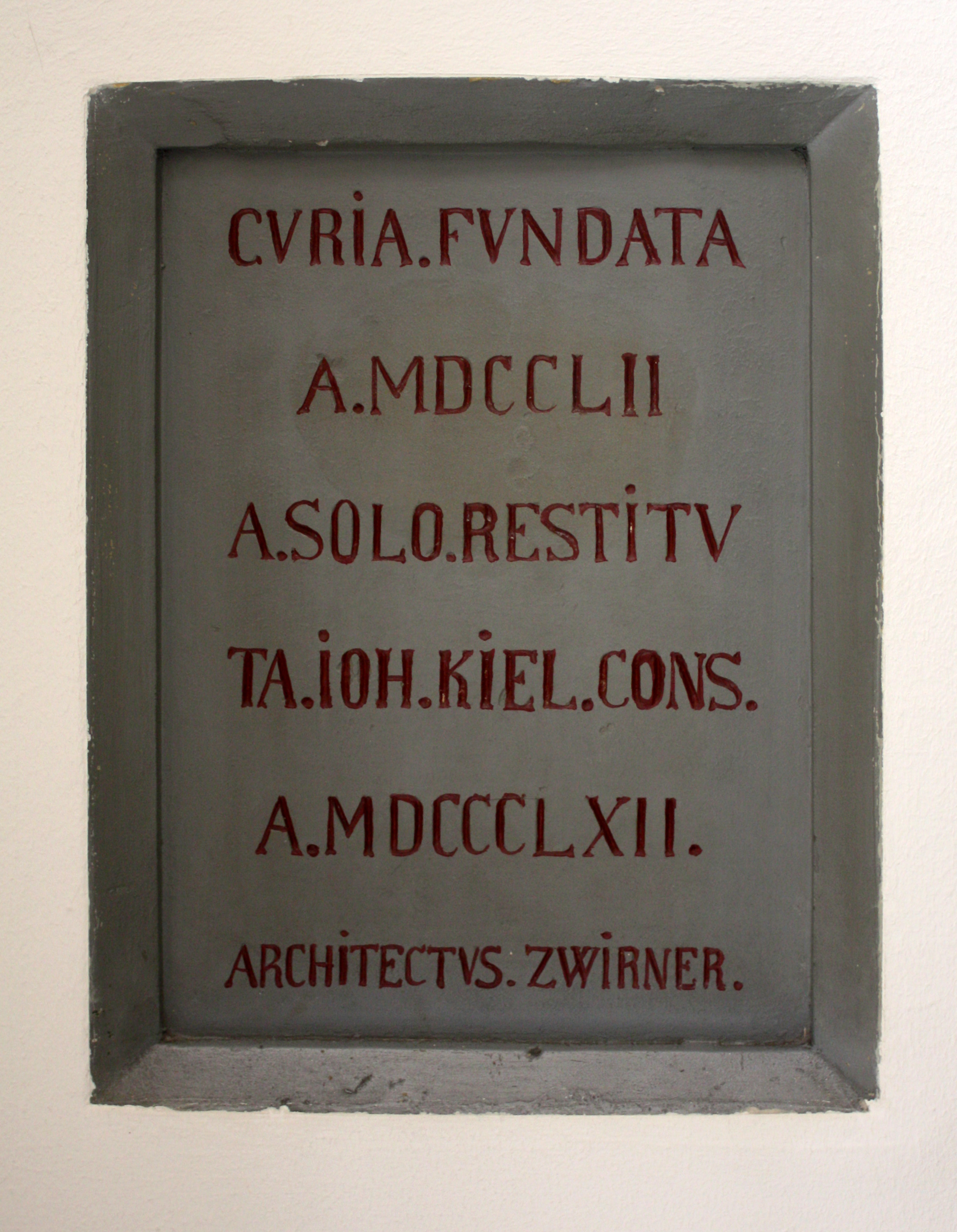
Rathaus Gedenkstein von 1862
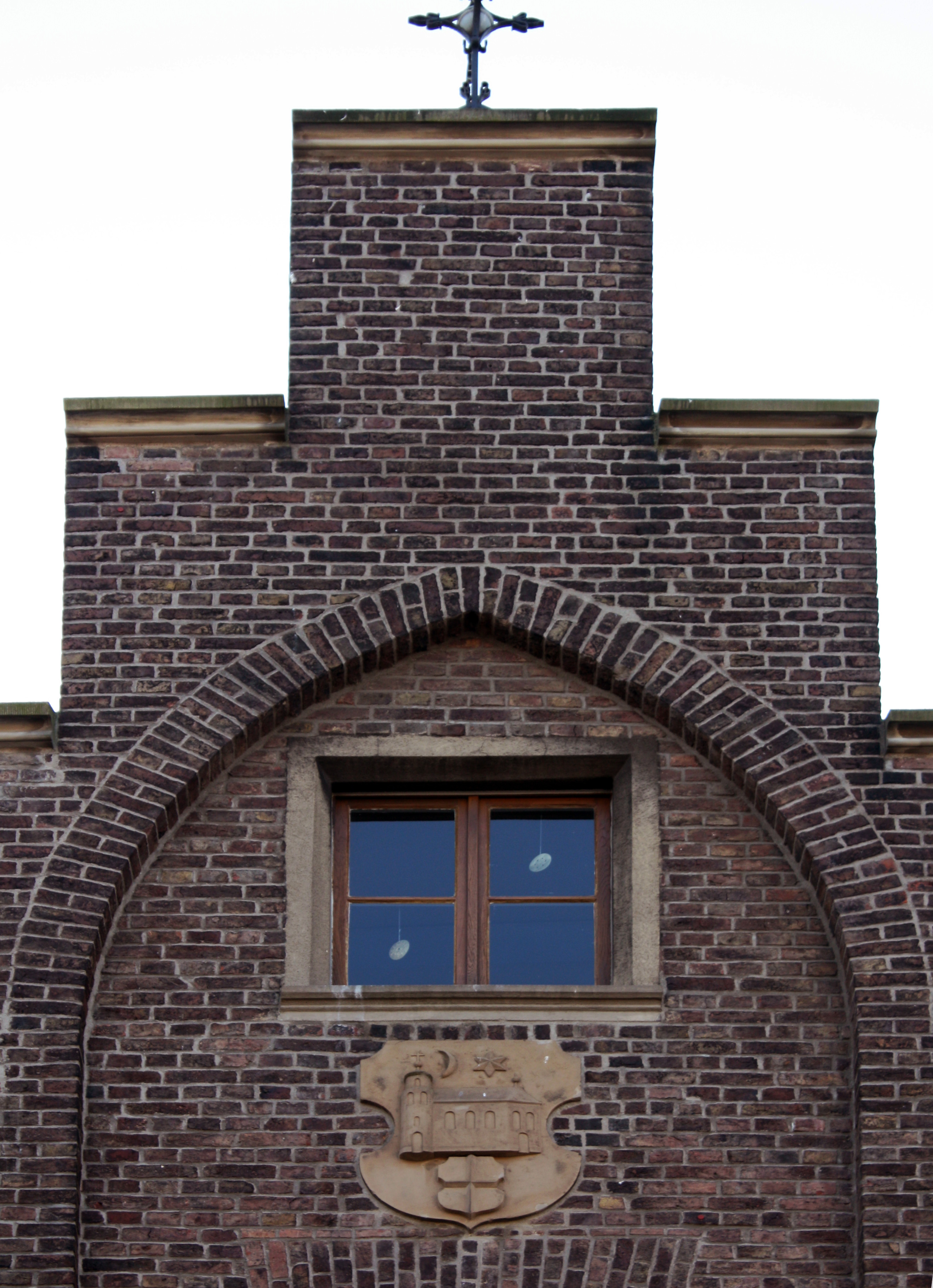
Rathaus Stadtwappen über dem Hauptportal

Nach dem Zweiten Weltkrieg erfolgten Ausbesserungen von kleinen Kriegsschäden. Das Dachgeschoss wurde mit Dachgauben ausgebaut, um neue Räume zu schaffen. 1954 wurde im Innern ein Umbau vorgenommen und das Haus durch Einbau einer Heizungsanlage den heutigen Bedürfnissen angepasst. Für die Gemeindevertreter entstand ein Sitzungssaal, dessen Fenster Bleiverglasungen mit Motiven aus den Dörfern des Amtes erhielten. Der Bau blieb Rathaus der Stadt und des Amtes Lechenich bis zur Verwaltungsreform von 1969.
Im „Historischen Rathaus“ befinden sich heute (2012) das Standesamt der Stadt Erftstadt, ein Sitzungssaal und weitere Räumlichkeiten, die anderweitig genutzt werden.

## Beschreibung
Das zweigeschossige Backsteingebäude ist auf Kreuzgrundriss errichtet. Die Seiten des Gebäudes sind gleich gestaltet durch Treppengiebel und je drei Fenster im Erdgeschoss und im ersten Stockwerk an der Ost- und Westseite. Die Obergeschossfenster werden von Spitzbogenblenden umschlossen, das mittlere Fenster zusätzlich von einem Lanzettbogen. Die Fassaden der Nord- und Südseite werden durch einen stark vorgezogenen Mittelrisalit hervorgehoben. An der Nordseite fassen zwei große Fenster im Erdgeschoss und drei Fenster im Obergeschoss den Mittelrisalit mit dem Hauptportal ein, das über eine Freitreppe zu erreichen ist. Im Obergeschoss umschließt ein Lanzettbogen ein großes Fenster, darüber befindet sich das Stadtwappen als Sandsteinrelief und oberhalb der Traufe noch ein rechteckiges Fenster. Die Südseite ist weniger aufwendig gestaltet. Über der Eingangstür im Mittelrisalit befindet sich ein großes Fenster, das von einem Blendbogen umfasst wird. Zu beiden Seiten des Mittelrisalits befinden sich in beiden Geschossen schmale Fenster, im Treppengiebel ein kleines Spitzbogenfenster. Ein Gurtgesims zwischen Erdgeschoss und oberem Stockwerk verläuft um das gesamte Gebäude. Fenster- und Portaleinfassungen, profilierte Gesimse und Giebelabdeckungen bestehen aus Sandstein. Sämtliche Treppengiebel tragen eiserne Wetterfahnen.